# جو كيونج فان
جو كيونج فان (مواليد 11 مايو 1982) هو سبّاح كوري جنوبي، مثّل بلاده في الألعاب الأولمبية الصيفية 2000.

## روابط خارجية
جو كيونج فان على موقع الاتحاد الدولي للسباحة (الإنجليزية)
- جو كيونج فان على موقع أوليمبيديا (الإنجليزية)